# العلاقات البوتانية الموريشيوسية
العلاقات البوتانية الموريشيوسية هي العلاقات الثنائية التي تجمع بين بوتان وموريشيوس.

## مقارنة بين البلدين
هذه مقارنة عامة ومرجعية للدولتين:
| وجه المقارنة                                              | بوتان          | موريشيوس                 |
| --------------------------------------------------------- | -------------- | ------------------------ |
| المساحة (كم2)                                             | 38.39 ألف      | 2.04 ألف                 |
| عدد السكان (نسمة)                                         | 807.61 ألف     | 1.26 مليون               |
| الكثافة السكانية (ن./كم²)                                 | 21.04          | 617.65                   |
| العاصمة                                                   | تيمفو          | بورت لويس                |
| اللغة الرسمية                                             | لغة دزونكا     | لغة إنجليزية، لغة فرنسية |
| العملة                                                    | نغولترم بوتاني | روبي موريشي              |
| الناتج المحلي الإجمالي (بليون دولار)                      | 2.51 مليار     | 13.34 مليار              |
| الناتج المحلي الإجمالي (تعادل القوة الشرائية) بليون دولار | 6.49 مليار     | 25.36 مليار              |
| الناتج المحلي الإجمالي الاسمي للفرد دولار أمريكي          | 2.66 ألف       | 9.25 ألف                 |
| الناتج المحلي الإجمالي للفرد دولار أمريكي                 | 7.82 ألف       | 18.59 ألف                |
| مؤشر التنمية البشرية                                      | 0.605          | 0.777                    |
| رمز المكالمات الدولي                                      | +975           | +230                     |
| رمز الإنترنت                                              | .bt            | .mu                      |
| المنطقة الزمنية                                           | ت ع م+06:00    | ت ع م+04:00              |

## منظمات دولية مشتركة
يشترك البلدان في عضوية مجموعة من المنظمات الدولية، منها:
| علم المنظمة | اسم المنظمة                        | تاريخ انضمام بوتان | تاريخ انضمام موريشيوس |
| ----------- | ---------------------------------- | ------------------ | --------------------- |
|             | مؤسسة التنمية الدولية              | 28 سبتمبر 1981     | 23 سبتمبر 1968        |
|             | يونسكو                             | 13 أبريل 1982      | 25 أكتوبر 1968        |
|             | وكالة ضمان الاستثمار متعدد الأطراف | 21 أكتوبر 2014     | 28 ديسمبر 1990        |
|             | الأمم المتحدة                      | 21 سبتمبر 1971     | 24 أبريل 1968         |
|             | الاتحاد البريدي العالمي            | ?                  | ?                     |
|             | البنك الدولي للإنشاء والتعمير      | 28 سبتمبر 1981     | 23 سبتمبر 1968        |
|             | الاتحاد الدولي للاتصالات           | 15 سبتمبر 1988     | 30 أغسطس 1969         |
|             | منظمة حظر الأسلحة الكيميائية       | ?                  | ?                     |
|             | مؤسسة التمويل الدولية              | 1 ديسمبر 2003      | 23 سبتمبر 1968        |
|             | منظمة الشرطة الجنائية الدولية      | ?                  | ?                     |

## وصلات خارجية
- موقع وزارة الخارجية البوتانية